# Fédération internationale de hockey sur glace
Créée en 1908, la Fédération internationale de hockey sur glace (abrégée IIHF pour International Ice Hockey Federation, ou FIHG en Amérique du nord) est l'association chargée de définir, contrôler, promouvoir et organiser le hockey sur glace au niveau mondial, masculin comme féminin. Ses locaux sont basés en Suisse.
L'IIHF est chargée de l'organisation du hockey sur glace aux Jeux olympiques d'hiver, ainsi que des championnats du monde ou des diverses rencontres internationales de hockey sur glace.

## Historique

### 1908 - 1913

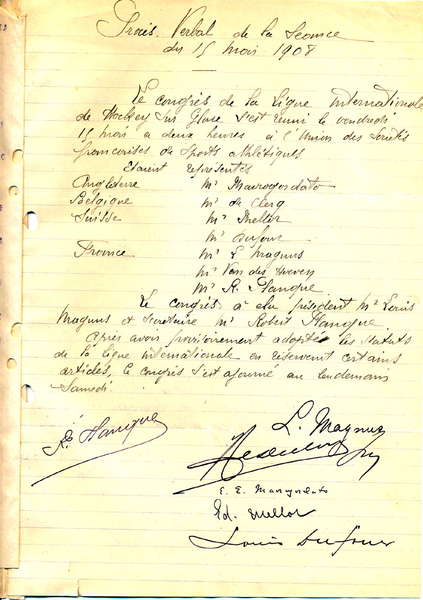
Document fondateur de la LIHG.

À l'invitation du français Louis Magnus, des représentants du hockey sur glace de Belgique, de France, de Grande-Bretagne et de Suisse sont réunis le 15 mai 1908 au 34 rue de Province à Paris, et fondent la Ligue internationale de hockey sur glace (LIHG) afin de pouvoir unifier les différentes règles du hockey sur glace. Louis Magnus est désigné président et Robert Planque secrétaire général. Au cours de cette année, les quatre pays représentés, ainsi que la Bohême, deviennent membres et le premier congrès se déroule à Paris.
En 1909, le second congrès se déroule à Chamonix du 22 au 25 janvier 1909. La LIHG y définit son propre règlement de jeu et de compétition et décide d'instaurer un championnat d'Europe annuel. Le 19 septembre 1909, L'Allemagne devient le 6e membre de la ligue.
Le 9 janvier 1910 débute le premier championnat d'Europe de hockey sur glace. Ces championnats, ainsi que les championnats du monde qui les remplaceront à partir de 1930, auront lieu chaque année et seront interrompus par les 2 guerres mondiales et la Pandémie de Covid-19 en 2020.
L'année suivante, lors du congrès de 1911, la Russie devient le 7e membre de la LIHG.
En 1912, l'Autriche demande son admission à la fédération internationale et participe au troisième championnat d'Europe. La décision positive n'arrive que postérieurement au championnat et provoque donc son annulation. L'Autriche ne sera finalement membre que plus tard, en même temps que la Suède et le Luxembourg.

### 1914 - 1945
La Première Guerre mondiale interrompt toutes les activités de la LIHG. Après la fin de la guerre, le CIO exclut les vaincus (Allemagne et Autriche), décision suivie en 1920 par la ligue internationale. En même temps, l'adhésion de la Bohême est transférée à la nouvelle Tchécoslovaquie.
Les Jeux olympiques de 1920 sont les premiers à intégrer le hockey sur glace dans leur programme. Pour la première fois, les européens membres de la LIHG, participent à un championnat avec le Canada et les États-Unis, qui démontrent facilement leur avance sur les européens en matière de hockey. Le 26 avril 1920, pendant le tournoi olympique, ces deux pays deviennent membres de la ligue internationale, dont Max Sillig devient président.
En 1922, Paul Loicq prend la présidence.
Au congrès de 1923, on décide de considérer les Jeux olympiques de 1924 comme championnat du monde et d'organiser en parallèle un championnat d'Europe. Les nouveaux adhérent de 1923 sont la Roumanie, l'Espagne et l'Italie et en 1924, l'adhésion des Autrichiens est renouvelée. La proposition suédoise de réadmettre l'Allemagne est rejetée et les scandinaves protestent en quittant la fédération. ils reviennent en 1926 après le retour des Allemands.
Au tournoi olympique de 1928, qui tient lieu de championnat du monde et de championnat d'Europe, le record de participation est battu avec 11 pays.
Au congrès de 1929, la LIHG décide d'organiser à partir de 1930 un championnat du monde annuel, pour ne plus à avoir attendre les Jeux olympiques pour confronter les européens aux nord-américains, championnat dont le classement détermine également le titre de champion d'Europe. Organisé initialement à Chamonix, ces premiers championnats débutent mal car le dégel oblige le tournoi, débuté à Chamonix, à se terminer à Berlin et à Vienne.
En 1932, les Jeux olympiques se déroulent à Lake Placid, aux États-Unis. En raison de la crise financière mondiale, seul 2 pays européens y participent. Se tiennent alors les championnats d'Europe 1932, derniers de l'histoire à se dérouler en dehors des championnats du monde.
En 1933, les Canadiens échouent pour la première fois en championnat du monde, battus par les États-Unis. La LIHG a désormais 25 ans.
Les Jeux olympiques de 1936 établissent un nouveau record avec quinze participants et consacrent un vainqueur inédit : le Royaume-Uni (bien qu'il compte dans ses rangs une majorité de canadiens nés en Angleterre).
En 1939, la guerre vient à nouveau perturber le monde sportif et la Seconde Guerre mondiale provoque l'annulation des championnats de 1940 à 1946.

### 1946 - 1954
Encore une fois, les conclusions de la guerre influent sur la composition de la fédération : le Japon et l'Allemagne sont exclus, tandis que les états baltes, annexés par l'URSS, voient leur adhésion expirer. Par contre, on note les adhésions du Danemark et de l'Autriche qui a retrouvé son autonomie.
En 1946, l'anglais devient seconde langue officielle de la fédération internationale (après le français) et l'acronyme IIHF commence à être utilisé. On institue une présidence tournante tous les 3 ans entre l'Europe et l'Amérique du Nord, afin de contenter les canadiens.
Les championnats du monde reprennent en 1947 et malgré l'absence du Canada, remportent un grand succès populaire. La même année, Paul Loicq quitte la présidence après 25 ans à la tête de la LIHG, remplacé par le Dr. Fritz Kraatz.
Aux Jeux olympiques de 1948, la lutte de pouvoir entre les deux fédérations américaines, l'Athletic Amateur Union (reconnue par le Comité international olympique) et l'Amateur Hockey Association of the United States (soutenue par le Canada et nouvellement reconnu par la LIHG), qui envoient chacune une équipe, perturbe le tournoi : la première réaction du CIO est d'annuler l'épreuve de hockey sur glace. Le tournoi a toutefois lieu mais les américains sont exclus du classement olympique mais pas du classement du championnat du monde.
George Hardy devient président en 1948, jusqu'en 1951 remplacé par son prédécesseur, le Dr. Fritz Kraatz. Pendant ce deuxième mandat, l'Allemagne et le Japon redeviennent membres, ainsi que l'URSS, qui remportent le titre de champion du monde dès leur première participation. Avec l'admission de la l'Allemagne de l'Est en 1956, la fédération internationale atteint 25 membres.
L'américain Walter Brown, élu 1954, est le premier président à venir du hockey sur glace professionnel et la LIHG prend le nom anglais actuel « International Ice Hockey Federation »(IIHF).

### 1954 - 1974
L'insurrection de Budapest de 1956 provoque le boycott des pays de l'ouest du Championnat du monde 1957, organisé à Moscou.
La politique revient une nouvelle fois s'immiscer dans le hockey lorsqu'aux championnat 1961, l'Allemagne de l'Ouest refuse de jouer contre celle de l'Est pour éviter que ses joueurs doivent s'incliner devant le drapeau communiste. Les Allemands de l'Est se vengent deux ans plus tard en tournant le dos au drapeau de la RFA.
Le championnat 1962 est encore plus perturbé par les évènements politiques : en raison de la construction du mur de Berlin, l'année précédente, les américains refusent d'accorder des visas aux Allemands de l'Est. Les nations soviétiques (y compris URSS et Tchécoslovaquie, grandes nations du hockey) boycottent alors la compétition par solidarité.
En 1966, l'IIHF crée une Coupe d'Europe des clubs champions à l'instar de celle du football.
Pendant 2 décennies, la présidence tournante entre l'Europe et l'Amérique du Nord, a perduré : l'irlandais John Ahearne prend la tête de la fédération de 1957 à 1960, suivi par le canadien, Robert Lebel (1960–1963), avant de revenir de 1963 à 66, puis remplacé par l'Américain William Thayer Tutt (1966–69). Elle s'arrête avec John Ahearne, qui préside de 1969 à 1975.

### 1975 - 1989
En 1975, le Dr. Günther Sabetzki devient président de l'IIHF. Il gardera sa fonction pendant près de deux décennies, et remportera un certain nombre de succès.
Le plus important sera la fin du boycott canadien. En effet, l'IIHF avait décidé en 1969 d'autoriser les joueurs professionnels à participer aux compétitions internationales, décision réclamée depuis longetmps par les canadiens qui souhaitent pouvoir aligner leurs meilleurs joueurs, ceux de la LNH. Mais la fédération internationale, sous la pression du Comité international olympique fait marche arrière rapidement. Le Canada, qui devait organiser le championnat 1970 boycotte alors la compétition en réaction.
Le président Sabetzki réussit à trouver un compromis qui permettra le retour du Canada dès 1976 : les joueurs pro sont autorisés et en échange, canadiens et américains s'engagent à participer régulièrement aux championnats IIHF et renoncent à organiser tous les championnats du monde. La création de la coupe Canada (compétition organisée par la LNH, au Canada, tous les quatre ans) fait également partie de ces nouveaux accords entre IIHF et hockey professionnel nord-américain.

### 1990 - à nos jours.

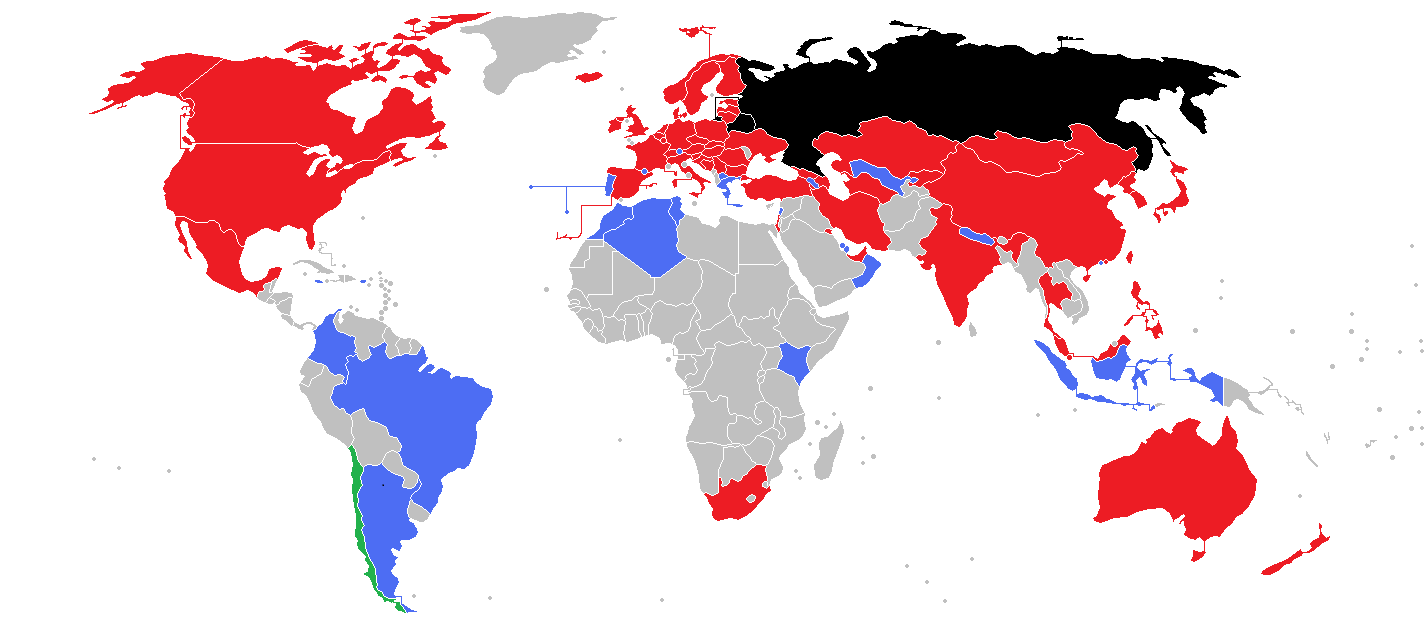
Membres actuels de l'IIHF. (en rouge, les membres entiers, en bleu, les membres associés et en vert, membres affiliés).

Le nombre de pays membres de l'IIHF continua à augmenter durant les années 1980-90, à la fois du fait d'un développement du sport au niveau mondial, mais également en raison des évènements politiques, avec le chute du mur de Berlin et l'éclatement de l'URSS. Ainsi, si l'adhésion de l'URSS fut transmise à la Russie, on peut noter l'admission de pas moins de six nouvelles fédérations pour la seule année 1992, parmi lesquelles celles d'Ukraine, du Belarus, d'Azerbaïdjan, et du Kazakhstan. La création de nouvelles équipes d'un même niveau en même temps pose un défi à la fédération qui décide d'augmenter le nombre d'équipes dans le Groupe A, afin de ne pas léser les anciennes équipes de l'élite tout en pouvant accueillir les nouvelles. On passe alors de 8 équipes à 12 en 1992 puis à 16 en 1998.
De nouveaux pays continuent ensuite à adhérer régulièrement à l'IIHF et d'une cinquantaine de pays dans les années 1990, on atteint 63 en 2003.
En 2008, à l'occasion de son centenaire, l'IIHF réalise plusieurs célébrations :
- Tenue (pour la première fois) des championnats du monde au Canada, berceau du sport,
- Création de la ligue des clubs champions et de la coupe Victoria,
- Création du Club Triple Or (Triple Gold Club),
- Annonce des 100 plus belles histoires du hockey mondial,
- Annonce de l'équipe du siècle,
- Construction devant ses locaux d'une patinoire extérieure,
- Réalisation d'un DVD sur l'histoire du hockey mondial

Lors du second congrès bi-annuel de 2019, l'IIHF ajoute cinq nouveaux membres ce qui augmentent le total des pays concernés à 81 , incluant l'Algérie, la Colombie, l'Iran, le Liban et l’Ouzbékistan.

#### Polémique liée à la visite de René Fasel au Président Loukachenko en janvier 2021
Le 11 janvier 2021, le président de l'IIFH René Fasel s'est rendu à Minsk en Biélorussie, pour y rencontrer le dictateur Alexandre Loukachenko, dont le Hockey sur glace passe pour être le sport favori. L'objet de la réunion était l'organisation du championnat du monde de hockey sur glace 2021, la rencontre donnant lieu à des embrassades entre Fasel et Loukachenko.
Dans le contexte des manifestations biélorusses 2020-2021, cette rencontre a suscité une polémique sur les réseaux sociaux et dans la presse, ainsi que l'envoie d'une lettre de protestations signée d'une cinquantaine de membres du parlement européen. Loukachenko est en effet accusé de plusieurs violations des droits humains. Notamment, au cours des manifestations biélorusses de 2020-2021, les manifestants ont été victimes de violentes persécutions de la part des autorités. Une déclaration du Bureau des droits de l'homme des Nations unies le 1er septembre 2020 a cité plus de 450 cas documentés de torture et de mauvais traitements de détenus, ainsi que des rapports d'abus sexuels et de viol.
Fasel a également posé pour une photo avec Dzmitry Baskau, le président de la Fédération biélorusse de hockey sur glace, accusé d'être impliqué dans le meurtre du manifestant Raman Bandarenka. Pour cette raison, Baskau a reçu une interdiction de voyager en Lettonie.
Fasel a par la suite répondu à la critique en admettant dans une interview qu'il « avait joué avec le feu à Minsk et s'était brûlé » alors que dans la même interview, il a déclaré qu'il était convaincu qu'il n'avait rien fait de mal. De plus, Fasel a déclaré : « Le but du voyage était d'avoir une conversation importante avec Loukachenko sur le championnat du monde à Minsk. J'ai eu de bonnes relations avec Loukachenko pendant 20 ans, nous avions l'habitude de jouer au hockey ensemble et avons eu beaucoup de contacts, y compris en 2014 ».
La polémique prend rapidement de l'ampleur, et plusieurs sponsors, notamment Škoda, Nivea et Liqui Moli, menacent de retirer leur soutien si le championnat reste accueilli par la Biélorussie. Le 18 janvier 2021 l'IIFH abandonne la Biélorussie comme pays hôte au profit de la seule Lettonie, pour des raisons de sécurité,.
En avril 2021, ces sponsors sont frappés de représailles par la Biélorussie, sous forme d'interdiction d'import de certains produits.

#### Polémique avec le maire de Riga à la suite du détournement du vol Ryanair 4978
Le 23 mai 2021, le vol Ryanair 4978, reliant les deux capitales d'États-membres de l'Union européenne, a été dérouté sur Minsk, permettant l'arrestation de l'opposant Roman Protassevitch.
En signe de protestation, le 24 mai 2021, Martins Stakis, maire de Riga, la ville hôte du Championnat du monde de hockey sur glace 2021, a fait remplacer dans une exposition liée à la compétition le drapeau biélorusse institué par le régime du Président Loukachenko, dont le hockey sur glace a la réputation d'être le sport favori, par le drapeau antérieur du pays, utilisé aujourd'hui comme symbole de l'opposition.
Cette action a conduit à un incident diplomatique, la Biélorussie ayant expulsé la totalité du personnel diplomatique letton. La Lettonie a immédiatement répondu symétriquement par l'expulsion de la totalité du personnel diplomatique biélorusse, recevant au passage le soutien de l'Union européenne.
En réaction, René Fasel, invoquant caractère apolitique de l'IHFF, a écrit à Martis Stakis et publié un communiqué marquant son désaccord avec le changement de drapeau, le jugeant contraire au statuts de la fédération, réclamant enfin le retrait des drapeaux de l'IIHF et du Championnat du Monde de la zone, et priant le maire de Riga de revenir sur ses actions.

Le Maire de Riga a répliqué par l'annonce du retrait des drapeaux de l'IHFF : 
« J'ai fait mes choix et nous allons procéder au retrait des drapeaux IIHF » (..) « Nous ne pouvons pas oublier qu'à quelques centaines de kilomètres à peine, un avion de l'UE est détourné, des personnes sont torturées et tuées ».

## Fédérations affiliées
Les fédérations sont classées en 3 catégories : membres, membres associés et membres affiliés. Le classement IIHF présente également la liste des pays classés suivant leurs résultats internationaux.

### Membres
58 pays sont membres entiers (Full Member), c'est-à-dire possédant leur propre fédération de hockey sur glace indépendante, et participant chaque année aux championnats IIHF.
| Pays                | Fédération nationale                                      | Date d'affiliation | Licenciés |
| ------------------- | --------------------------------------------------------- | ------------------ | --------- |
| Afrique du Sud      | South African Ice Hockey Association                      | 1937               | +000466,  |
| Allemagne           | Deutscher Eishockey Bund                                  | 1909               | +027 068, |
| Australie           | Ice Hockey Australia                                      | 1938               | +003 721, |
| Autriche            | Österreichischer Eishockeyverband                         | 1912               | +011 202, |
| Azerbaïdjan         | Fédération d'Azerbaïdjan de hockey sur glace              | 1992               | +00,      |
| Belgique            | Fédération royale belge de hockey sur glace               | 1908[A]            | +001 490, |
| Bosnie-Herzégovine  | Savez Hokeja na Ledu Bosne i Hercegovine                  | 2001               | +000208,  |
| Bulgarie            | Fédération de Bulgarie de hockey sur glace                | 1960               | +000330,  |
| Canada              | Hockey Canada                                             | 1920               | +617 107, |
| Chine               | Fédération de Chine de hockey sur glace                   | 1963               | +000610,  |
| Croatie             | Hrvatski Savez Hokeja na Ledu                             | 1992               | +000536,  |
| Corée du Nord       | Fédération de Corée du Nord de hockey sur glace           | 1963               | +001 575, |
| Corée du Sud        | Fédération de Corée du Sud de hockey sur glace            | 1960               | +001 636, |
| Danemark            | Danmarks Ishockey Union                                   | 1946               | +004 405, |
| Émirats arabes unis | UAE Ice Hockey Association                                | 2001               | +000371,  |
| Espagne             | Federacíon Española de Deportes De Hielo                  | 1923               | +000854,  |
| Estonie             | Eesti Jäähoki Liit                                        | 1935               | +001 510, |
| États-Unis          | USA Hockey                                                | 1920               | +511 178, |
| Finlande            | Suomen Jääkiekkoliitto                                    | 1928               | +056 626, |
| France              | Fédération française de hockey sur glace                  | 1908[A]            | +017 381, |
| Géorgie             | Fédération de Géorgie de hockey sur glace                 | 2009               | +000266,  |
| Hong Kong           | Hong Kong Ice Hockey Association                          | 1983               | +000496,  |
| Hongrie             | A Magyar Jégkorong Szövetség hivatalos honlapja           | 1927               | +003 320, |
| Islande             | Íshokkísamband Íslands                                    | 1992               | +000587,  |
| Inde                | Ice Hockey Association of India                           | 1989               | +000724,  |
| Iran                | Iran Skating Federation                                   | 2019               | +233,     |
| Irlande             | Irish Ice Hockey Association                              | 1996               | +000297,  |
| Israël              | Ice Hockey Federation of Israel                           | 1991               | +000653,  |
| Italie              | Federazione Italiana Sport Ghiaccio                       | 1924               | +006 774, |
| Japon               | Fédération du Japon de hockey sur glace                   | 1930               | +019 975, |
| Kazakhstan          | Fédération du Kazakhstan de hockey sur glace              | 1992               | +004 067, |
| Koweït              | Kuwait Ice Hockey Association                             | 2009               | +530,     |
| Kirghizistan        | Ice Hockey Federation of the Kyrgyz Republic              | 2011               | +330,     |
| Lettonie            | Latvijas Hokeja Federācija                                | 1931               | +003 979, |
| Lituanie            | Fédération de Lituanie de hockey sur glace                | 1938               | +000547,  |
| Luxembourg          | Fédération luxembourgeoise de hockey sur glace            | 1912               | +000392,  |
| Malaisie            | Malaysia Ice Hockey Federation                            | 2006               | +184,     |
| Mexique             | Federacíon Deportiva de Mexico de Hockey sobre Hielo A.C. | 1985               | +001 568, |
| Mongolie            | Fédération de Mongolie de hockey sur glace                | 1999               | +001 001, |
| Nouvelle-Zélande    | New Zealand Ice Hockey Federation                         | 1977               | +001 193, |
| Norvège             | Norges Ishokceyforbund                                    | 1935               | +006 893, |
| Pays-Bas            | Nederlandse IJshockey Bond                                | 1935               | +002 842, |
| Philippines         | Federation of Ice Hockey League                           | 2016               | +221,     |
| Pologne             | Polski Związek Hokeja na Lodzie                           | 1926               | +002 575, |
| Roumanie            | Federația Română de Hochei pe Gheață                      | 1924               | +001 093, |
| Royaume-Uni         | Ice Hockey UK                                             | 1908[A]            | +005 119, |
| Serbie              | Fédération de Serbie de hockey sur glace                  | 1939               | +000564,  |
| Singapour           | Singapore Ice Hockey Association                          | 1996               | +414,     |
| Slovaquie           | Slovenský zväz ľadového hokeja                            | 1993               | +009 034, |
| Slovénie            | Hokejska zveza Slovenije                                  | 1992               | +000924,  |
| Suède               | Svenska Ishockeyförbundet                                 | 1912               | +069 921, |
| Suisse              | Swiss Ice Hockey Federation                               | 1908[A]            | +026 166, |
| Taipei chinois      | Chinese Taipei Ice Hockey Federation                      | 1983               | +000848,  |
| Tchéquie            | Český svaz ledního hokeje                                 | 1908[A]            | +095 084, |
| Thaïlande           | Ice Hockey Association of Thailand                        | 1989               | +000114,  |
| Turquie             | Türkiye Buz Hokeyi Federasyonu                            | 1991               | +000790,  |
| Turkménistan        | Fédération du Turkménistan de hockey sur glace            | 2015               | +354,     |
| Ukraine             | Fédération d'Ukraine de hockey sur glace                  | 1992               | +004 003, |

A. Membre fondateur
Le Koweït avait initialement rejoint l'IIHF en 1985, mais en a été exclu en 1992 en raison d'un manque d'activité de hockey sur glace ; il rejoint l'IIHF en 2009.
La Russie et la Biélorussie ont été suspendues indéfiniment par l'IIHF le 28 février 2022 de la participation au Championnat du monde de l'IIHF en raison de leur invasion de l'Ukraine.
| Pays        | Fédération nationale                          | Date d'affiliation | Licenciés |
| ----------- | --------------------------------------------- | ------------------ | --------- |
| Biélorussie | Fédération de Biélorussie de hockey sur glace | 1992               | +003 937, |
| Russie      | Fédération de Russie de hockey sur glace      | 1952               | +064 326, |

### Membres associés et affiliés
Les membres associés (Associate Member), au nombre de 25, sont les pays qui soit ne bénéficient pas d'une fédération indépendante, soit ne participent pas à toutes les compétitions IIHF.
Les membres affiliés (Affiliate Member), sont les pays qui ne participent qu'aux championnats IIHF de roller in line hockey, pas à ceux de hockey sur glace. Seul le Chili est dans ce cas
| Pays          | Fédération nationale                                  | Date d'affiliation | Licenciés |
| ------------- | ----------------------------------------------------- | ------------------ | --------- |
| Algérie       | Hockey Algeria Rize dz Sarl                           | 2019               | +097,     |
| Andorre       | Federació Andorrana d'Esports de Gel                  | 1995               | +056,     |
| Argentine     | Asociación Argentina de Hockey sobre Hielo y En Línea | 1998               | +966,     |
| Arménie       | Fédération d'Arménie de hockey sur glace              | 1999               | +578,     |
| Bahreïn       | Bahrain Ice Hockey Federation                         | 2024               | -         |
| Brésil        | Confederação Brasileira de Desportos no Gelo          | 1984               | +330,     |
| Chili Aff     | Asociacion Nacional de Hockey en Hielo y en Linea     | 2000               | -         |
| Colombie      | Federación Colombiana de Hockey Sobre Hielo           | 2019               | +110,     |
| Grèce         | Hellenic Ice Sports Federation                        | 1987               | +713,     |
| Indonésie     | Federasi Hoki Es Indonesia                            | 2016               | +157,     |
| Jamaïque      | Jamaican Olympic Ice Hockey Federation                | 2012               | +020,     |
| Kenya         | Kenya Federation of Ice Sports                        | 2024               | -         |
| Liban         | Lebanese Ice Hockey Federation                        | 2019               | +107,     |
| Liechtenstein | Liechtensteiner Eishockey Verband                     | 2001               | +080,     |
| Macao         | Macau Ice Sport Federation                            | 2005               | +106,     |
| Macédoine     | Fédération de Macédoine de hockey sur glace           | 2001               | +119,     |
| Maroc         | Fédération royale marocaine de hockey sur glace       | 2016               | +137,     |
| Népal         | Nepal Ice Hockey Association                          | 2016               | +07,      |
| Oman          | Fédération d'Oman des sports sur glace                | 2014               | +039,     |
| Ouzbékistan   | Uzbekistan Ice Hockey Federation                      | 2019               | +369,     |
| Porto Rico    | Puerto Rico Ice Hockey Association                    | 2022               | +205,     |
| Portugal      | Federação Portuguesa de Desportos no Gelo             | 1999               | +116,     |
| Qatar         | Qatar Ice Hockey Federation                           | 2012               | +0 00070, |
| Tunisie       | Association Tunisienne de Hockey sur Glace            | 2021               | +78,      |

### Anciens membres
| Pays     | Fédération nationale                                      | Période d'affiliation |
| -------- | --------------------------------------------------------- | --------------------- |
| Moldavie | National Ice Hockey Federation of the Republic of Moldova | 2008-2023             |
| Namibie  | Namibia Ice and InLine Hockey Association                 | 1998-2017             |

## Tournois

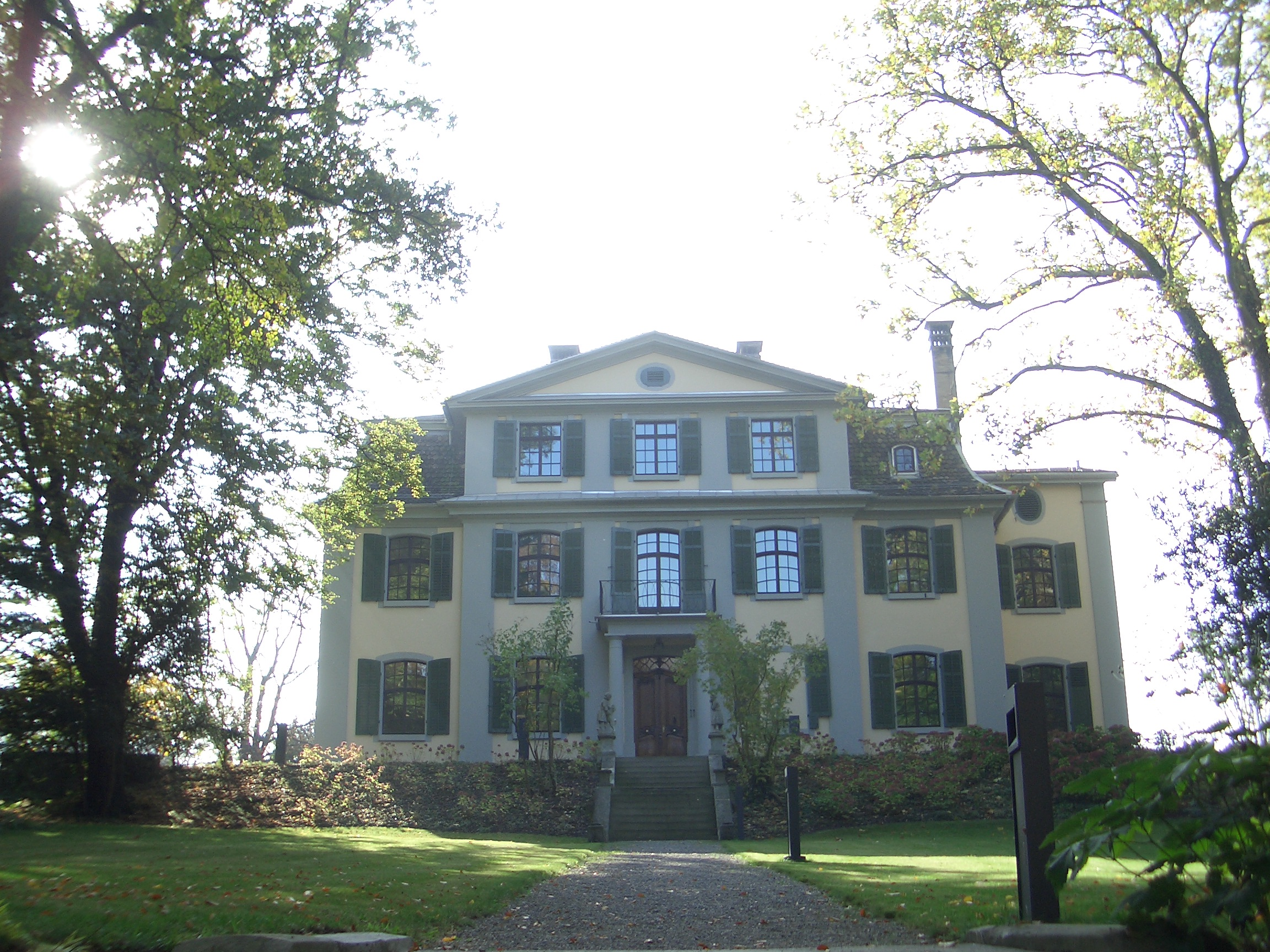
Bureaux de la fédération à Zurich.

Voici la liste des compétitions organisées par l'IIHF :

### Compétitions actuelles
- Entre sélections nationales
  - Tournois olympiques
  - Championnat du monde sénior
  - Championnat du monde junior
  - Championnat du monde des moins de 18 ans
  - Championnat du monde féminin
  - Championnat du monde féminin des moins de 18 ans
  - Challenge d'Asie
  - Championnat du monde IIHF de roller in line hockey
- Entre clubs
  - Ligue des champions de hockey sur glace
  - Coupe continentale
  - Coupe du monde junior des clubs de hockey sur glace

### Anciennes compétitions
- Entre sélections nationales
  - Championnat d'Europe sénior (1910-1991)
  - Championnat d'Europe junior (1968-1998)
  - Championnat d'Europe féminin (1989-1996)
  - Championnat d'Asie-Océanie des moins de 18 ans (1984-2002)
- Entre clubs
  - Coupe d'Europe féminine des clubs champion (2004-2015)
  - Coupe d'Europe (1966-1997)
  - Ligue européenne de hockey (1996-2000)
  - Coupe d'Europe des clubs champion (2005-2008)
  - Ligue des champions (2008-2009)
  - Supercoupe IIHF (1997-2000)
  - Coupe Victoria (2008-2009)
  - Coupe de la Fédération (1994-1996)

## Présidents
| Nom                       | Nationalité                                 | Période     |
| ------------------------- | ------------------------------------------- | ----------- |
| Louis Magnus              | France                                      | 1908-1912   |
| Henri Van Den Bulcke      | Belgique                                    | 1912-1914   |
| Louis Magnus              | France                                      | 1914        |
| Bethune Minet Patton (en) | Royaume-Uni de Grande-Bretagne et d'Irlande | 1914        |
| Henri Van Den Bulcke      | Belgique                                    | 1914-1920   |
| Max Sillig                | Suisse                                      | 1920-1922   |
| Paul Loicq                | Belgique                                    | 1922-1947   |
| Friedrich Kraatz          | Suisse                                      | 1947-1948   |
| George Hardy              | Canada                                      | 1948-1951   |
| Friedrich Kraatz          | Suisse                                      | 1951-1954   |
| Walter Brown              | États-Unis                                  | 1954-1957   |
| John Francis Ahearne      | Royaume-Uni                                 | 1957-1960   |
| Robert Lebel              | Canada                                      | 1960-1963   |
| John Francis Ahearne      | Royaume-Uni                                 | 1963-1966   |
| William Thayer Tutt       | États-Unis                                  | 1966-1969   |
| John Francis Ahearne      | Royaume-Uni                                 | 1969-1975   |
| Günther Sabetzki          | Allemagne                                   | 1975-1994   |
| René Fasel                | Suisse                                      | 1994-2021   |
| Luc Tardif                | France                                      | Depuis 2021 |

## Temple de la renommée
L'IIHF a instauré son temple de la renommée en 1997 lors du tournoi du championnat du monde à Helsinki en Finlande. À l'instar de celui de la LNH, (avec lequel il partage le même bâtiment, à Toronto), il honore les joueurs, arbitres et bâtisseurs qui ont marqué le hockey sur glace mondial.

## Slogans
L'IIHF, utilise plusieurs slogans :
- « Partnership for progress »[41]
- « Fairplay and respect »[42]